# Jin Air
Fly, better fly with Jin Air

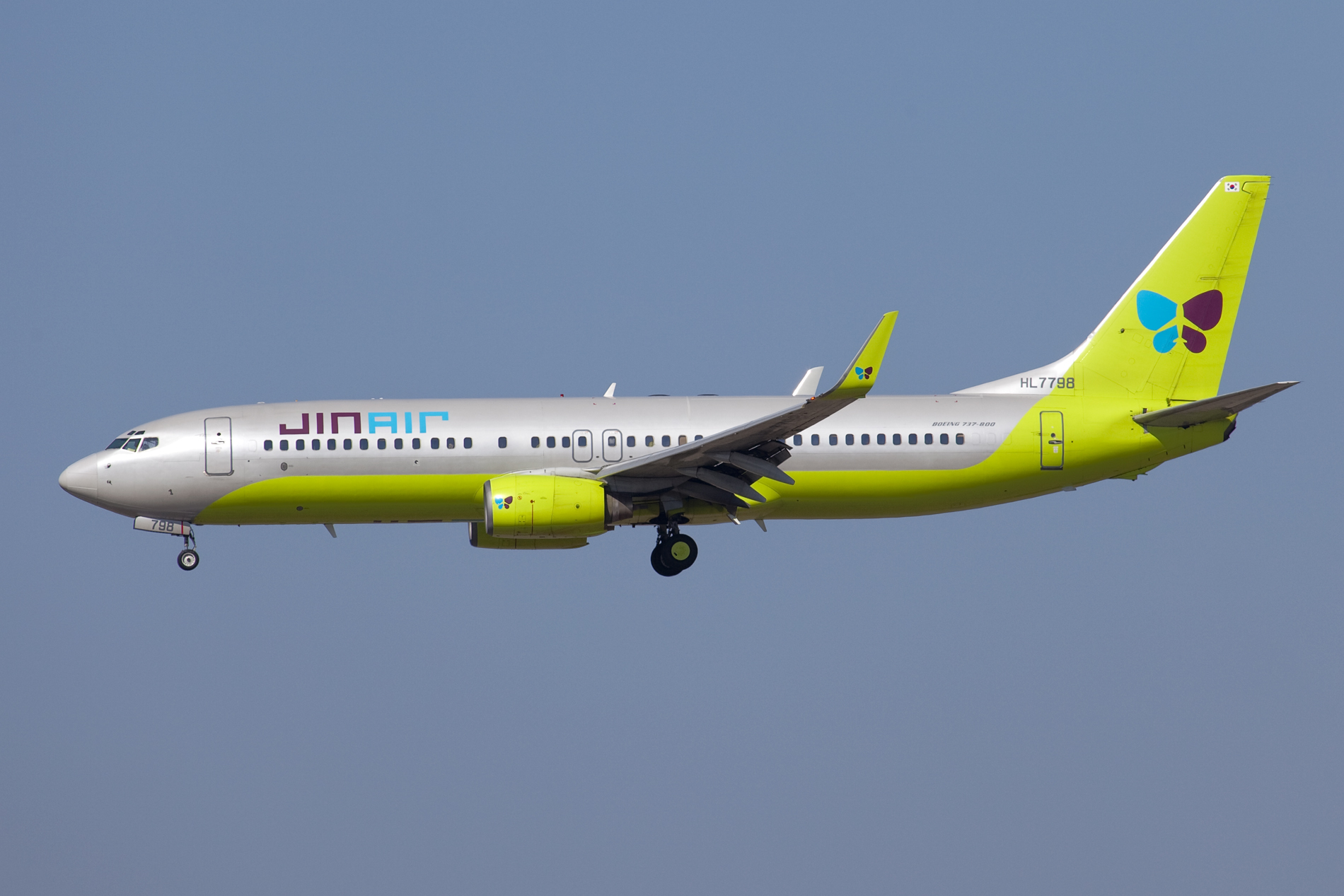
Boeing 737-800 de Jin Air

Jin Air (code AITA : LJ ; code OACI : JNA) anciennement Air Korea, est une compagnie aérienne à bas prix sud-coréenne. Elle est une filiale de Korean Air.

## Flotte
La Flotte de Jin Air est composée des appareils suivants au 29 avril 2020:

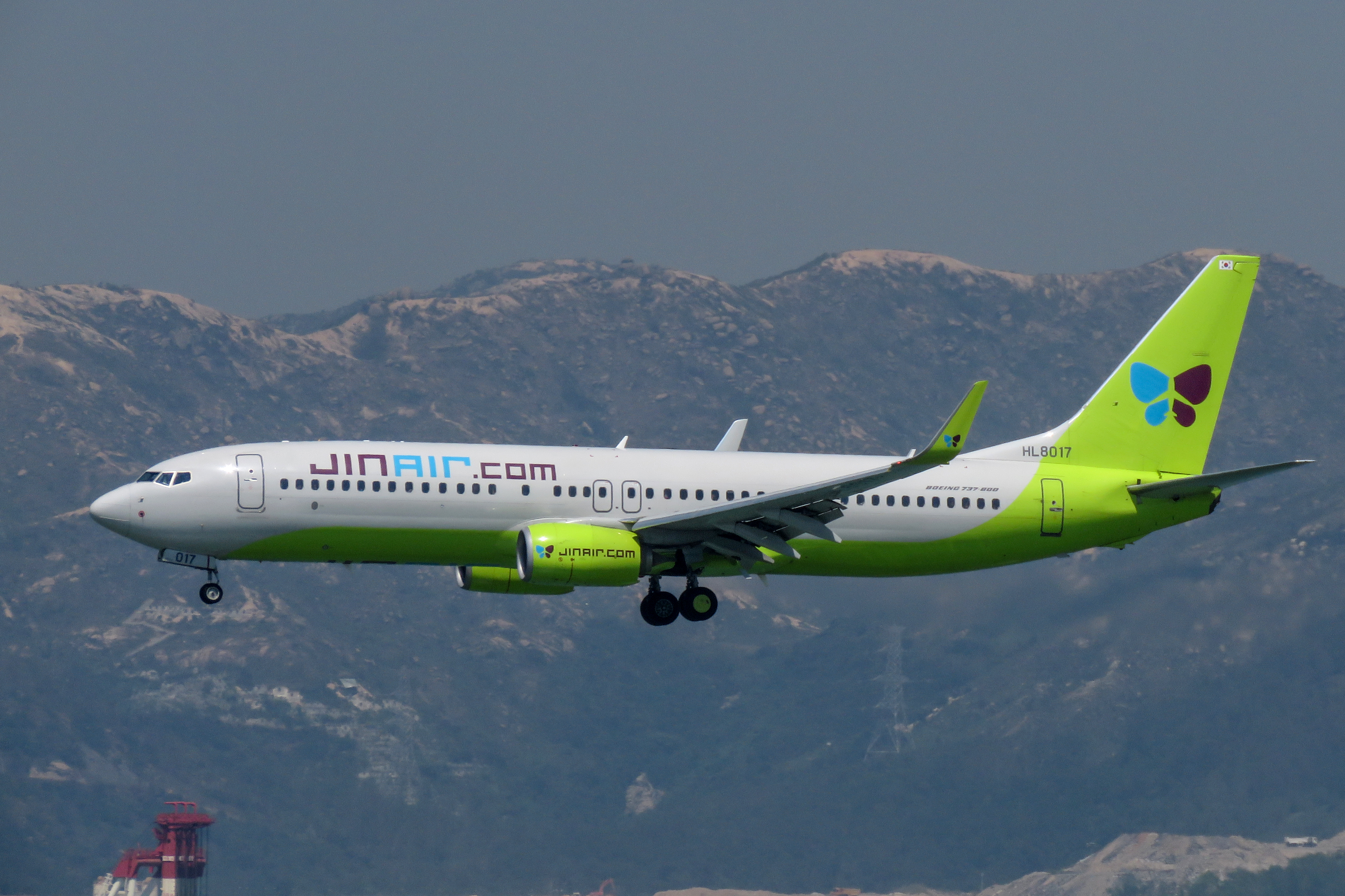
Boeing 737-800
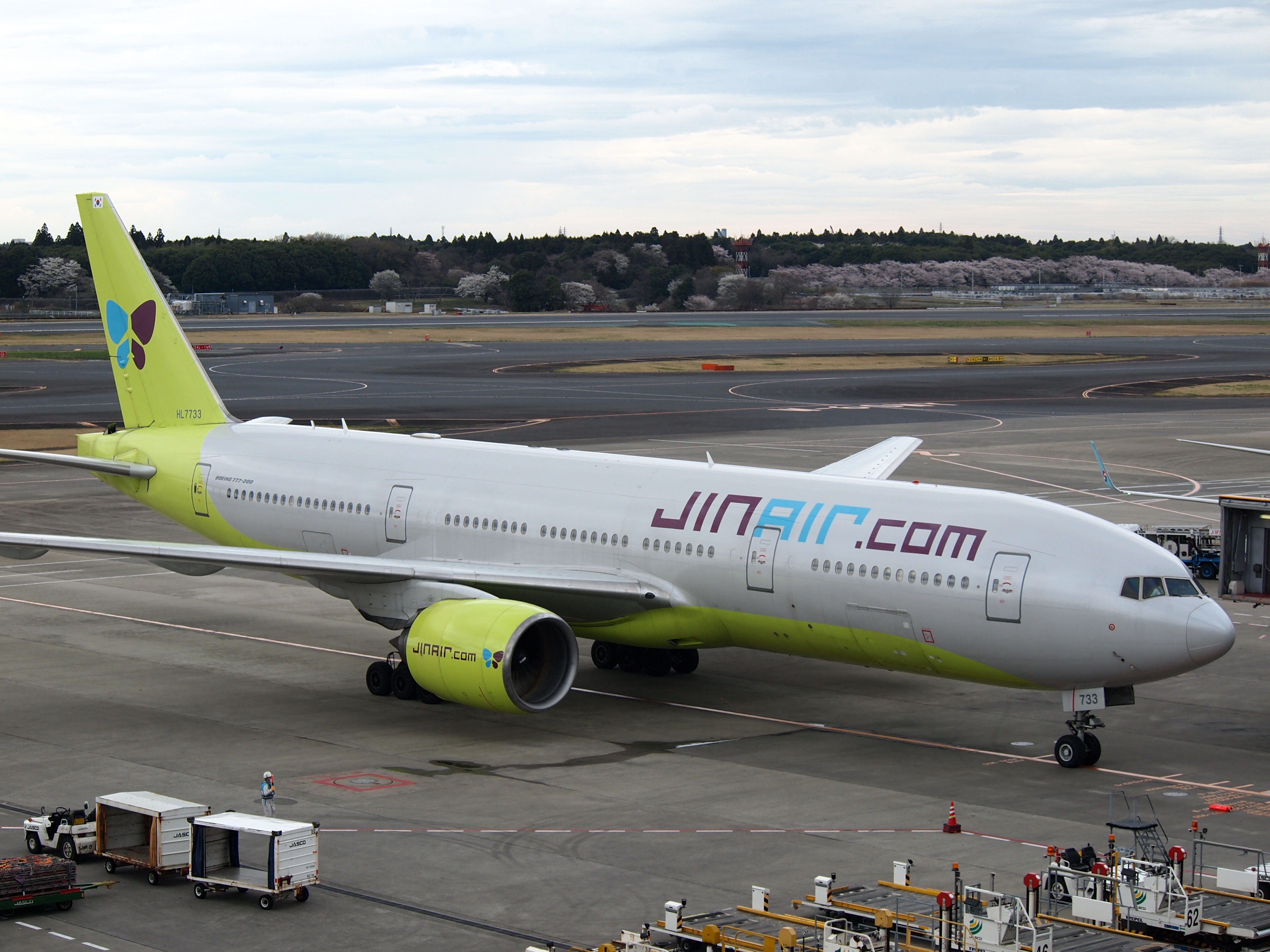
Boeing 777-200